# Maniabilitatea autovehiculelor
Maniabilitatea unui autovehicul  se definește ca fiind ansamblul calităților sale ce caracterizează posibilitățile de a-și modifica, în mod stabil, direcția de mișcare și traiectoria punctului de dirijare, în funcție de solicitările conducătorului auto.
Un autovehicul, pentru a fi maniabil (manevrabil), trebuie să fie și să rămână stabil (să aibă mișcare stabilă) în timpul manevrelor conducătorului auto, ceea ce face ca răspunsurile sale la eventuale perturbații de drum (mers) să fie reduse, micșorându-se astfel și sensibilitatea la comandă a autovehiculului. Se percepe strict tehnic la autovehicule, o diferențiere între noțiunile de maniabilitate (caracter de suplețe și stabilitate la manevre) și manevrabilitate (posibilitate multiplă de a fi manevrat).
Stabilitatea este capacitatea autovehiculului de a se opune patinării, alunecării, derapării sau răsturnării.